# Becudet groc
El becudet groc (Macrosphenus flavicans) és un ocell de la família dels macrosfènids (Macrosphenidae).

## Hàbitat i distribució
Habita els boscos al sud-est de Nigèria i sud del Camerun, l'illa de Bioko, el Gabon, República del Congo, nord-oest d'Angola, República Democràtica del Congo (fora del sud-est), República Centreafricana, sud de Sudan del Sud i Uganda.